# Unió Esportiva Figueres
La Unió Esportiva Figueres es un club de fútbol de España, de la ciudad de Figueras (Gerona). Fue originalmente fundado en 1919 y refundado en 2007, actualmente juega en la Lliga Elit.

## Historia
La antigua y desaparecida UE Figueres (1919-2007)
La Unió Esportiva Figueres se fundó el 13 de abril de 1919, fruto de la unión del Sport Club Català con la Joventud Sportiva i Artística, ambos clubes fundados en 1914.
En 1986 el club debutó en la Segunda División española. Se mantuvo siete años consecutivos en la categoría de plata. Su mejor temporada fue la 1991/92, en la que disputó la promoción de ascenso a Primera División. Aquel mítico equipo estaba formado por jugadores como el guardameta Toni, Pere Gratacós, Comas, Tab Ramos, Luis Cembranos, Alejo Indias, Altimira, Tintín Márquez, Tito Vilanova o García Pitarch. Un año después, sin embargo, descendió a Segunda División B.
Estuvo a punto de ascender a Primera División en la temporada 1991/92, clasificándose para la promoción de ascenso, pero perdió 2-0 ante el Cádiz Club de Fútbol en la ida y empató a un gol en el Municipal.
La temporada 2001/02 la UE Figueres escribió otra página brillante de su historia alcanzando las semifinales de la Copa del Rey, siendo el primer equipo de Segunda División B en llegar tan lejos en el torneo. Tras apear a varios equipos de Primera División como FC Barcelona u Osasuna, se quedó a las puertas de la final, tras perder en Vilatenim por 0-1 contra el Deportivo de la Coruña y empatar 1-1 en el Estadio de Riazor.
El verano de 2006 la empresa de apuestas deportivas Miapuesta.com se convirtió en el accionista mayoritario del club pasando a ser Enric Flix, gerente y fundador de dicha empresa, el presidente del club, que cambió su nombre por el de Unió Esportiva MiApuesta Figueres. Un año después, alegando la falta de apoyo social que tenía el club en Figueras, Flix anunció su intención de trasladar el club a la localidad de Castelldefels (Provincia de Barcelona) para reconvertirlo en la Unió Esportiva Miapuesta Castelldefels.
El 28 de junio de 2007, en una polémica junta de accionistas, Flix hizo valer su paquete mayoritario de acciones para aprobar el traslado y el cambio de denominación del club. Sin embargo, una parte de los accionistas minoritarios disconformes constituyeron una plataforma para emprender acciones judiciales, solicitando que se declarase la nulidad de la junta de accionistas. 
El 17 de julio el Juzgado de lo Mercantil de Gerona anuló cautelarmente los acuerdos tomados en la junta impugnada, inhabilitó al presidente Enric Flix y nombró a Nitus Santos, exjugador y expresidente del club, como administrador judicial de la sociedad. Sin embargo, el 1 de agosto el mismo juzgado levantó las medidas cautelares y devolvió a Enric Flix el control del club. 
Aun así, la Real Federación Española de Fútbol se negó inicialmente a aceptar el cambio de nombre y de domicilio social del club, aunque la decisión del Tribunal Arbitral del Deporte (TAS) en el caso del Granada 74 (muy parecido al del MiApuesta Figueres) llevó finalmente a la RFEF a autorizar la participación de la Unió Esportiva Miapuesta Castelldefels en la Segunda División B. Esta decisión, aunque renoce a la Unió Esportiva MiApuesta Castelldefels como heredero legal de la UE Figueres, a la práctica supone la desaparición del club figuerense como tal.
El actual club, nacido en 2007
Pocas semanas después, la Plataforma de pequeños accionistas decidió fundar un nuevo club, con el nombre Unió Sportiva Figueres- tras llegar un acuerdo con Enric Flix, quien les cedió los distintivos históricos de la antigua entidad. La temporada 2007/08 la nueva US Figueres, presidida por Pere Aguado, nace partiendo de cero, en la Tercera regional, el escalón más bajo de la liga española.
En su primera temporada logró el ascenso, tras proclamarse campeón de la categoría, en una brillante campaña en la que tan sólo cedió un empate en 34 jornadas, acumulando 100 puntos, con 194 goles a favor y 22 en contra. El equipo estuvo dirigido desde el banquillo por Marcel·lí Coto. La siguiente campaña, nuevamente a las órdenes de Coto, el equipo logró un nuevo ascenso. Y por tercera temporada consecutiva, el club ampurdanés se proclamó campeón de su categoría, consiguiendo el ascenso a Regional Preferente, división en la que ha militado la temporada 2010/11, a las órdenes del mítico futbolista de la entidad Arnau Sala. Finalmente ha sido subcampeón de liga, a dos puntos del Ripollet. En la última jornada perdió la posibilidad de ser campeón al sucumbir contra el Horta por 0-1 pese a que el Ripollet también cayó 3-1 contra el Canyelles. En la temporada 2011-12 la U. E. Figueres se proclama campeón de Primera Catalana y asciende a Tercera División. Desde entonces ha militado en dicha categoría hasta la temporada 2021/22 en la que descendió a Primera Catalana. En la temporada 2022/23 terminó en 4º puesto. 

## Uniforme
- Uniforme local: Camiseta blanca y azul a rayas verticales, pantalón azul y medias blancas.
- Uniforme visitante: Camiseta roja, pantalón blanco y medias rojas.

## Estadio
Estadi Municipal de Vilatenim, con capacidad para 9.472 personas, inaugurado el 25 de agosto de 1986. 
Anteriormente disputó sus partidos en el estadio de El Far.

## Datos del club
- Temporadas en 1ª: 0
- Temporadas en 2ª: 7
- Temporadas en 2ªB: 17
- Temporadas en 3ª: 29
- Mejor puesto en la liga: 3º (Segunda división española temporada 91-92)
- Peor puesto en la liga: 17º (Segunda división española temporada 92-93)
- Mejor puesto en la Copa del Rey: Semifinalista (2001-02)

## Palmarés
- Campeón de Segunda División B de España (1): 1986
- Campeón de Tercera División de España (1): 1960

### Trofeos amistosos
- Trofeo de l´Estany: (16) 1977, 1979, 1980, 1981, 1985, 1986, 1987, 1992, 1994, 1995, 1996, 1998, 2002, 2003, 2012, 2020
- Trofeo Costa Brava: (3) 1986, 1989, 2000
- Trofeo Gaspar Matas: (3) 1999, 2005, 2006
- Trofeo Nostra Catalunya: (2) 1982, 1984